# Ulrikke Falch
Ulrikke Falch (* 1996) ist eine norwegische Schauspielerin, Autorin und Frauenrechtsaktivistin. Bekanntheit erlangte sie vor allem durch ihre Rolle als Vilde Lien in der Jugendserie Skam.

## Leben
Falch wuchs in Oslo auf. Sie gehörte von 2015 bis 2017 zum Hauptcast der norwegischen Jugendserie Skam, sie nahm jedoch nie die Position als Hauptfigur einer Staffel ein. Nebenher wurde sie auch als Aktivistin bekannt. Sie sprach offen über ihre Anorexia nervosa und warnte vor mentalem Druck durch Schönheitsideale. Im Jahr 2018 wurde sie für die Vixen Influencer Awards nominiert, sie zog sich allerdings davon zurück, um auf die problematischen Entwicklungen im Influencerwesen hinzuweisen. Falch gab im selben Jahr gemeinsam mit der Komikerin Sofie Frøysaa das von Feminismus handelnde Buch Jenteloven im Verlag Gyldendal heraus.
Eine am 8. März 2019 im Rahmen des Internationalen Frauentages ausgestrahlte Fernsehdebatte mit der norwegischen Instagram-Persönlichkeit Kristin Ullebø führte im Anschluss zu größeren Diskussionen. Falch war der Meinung, dass es verantwortungslos wäre, seinen Körper in sozialen Medien so zu präsentieren, dass für die Betrachter Druck entsteht, einem Schönheitsideal zu folgen. Im Jahr 2019 wurde die Dokumentarserie F-ordet (deutsch das F-Wort) im norwegischen Rundfunk Norsk rikskringkasting (NRK) ausgestrahlt. Darin versuchte Falch, Schüler der weiterführenden Schule in Eidsberg in 30 Tagen vom Feminismus zu überzeugen. Sie arbeitete im selben Jahr außerdem beim Lied Store jenter gråter ikke der norwegischen Sängerin Gulla mit.
Im Juni 2020 strahlte der dänische Fernsehsender TV 2 die Dokumentationsreihe Ulrikke uden skam aus. Mit der Zeit zog sich Falch aus der Öffentlichkeit zurück.

## Filmografie
- 2015–2017: Skam (Fernsehserie, 37 Folgen)
- 2019: Undskyld Norge (Fernsehserie)
- 2021: Ligga (Fernsehserie)
- 2023: Casper und Emma (Fernsehserie, 6 Folgen)

## Werke
- 2018: Jenteloven (mit Sofia Frøysaa), Gyldendal